# Epsilon Aquarii
Pour les articles homonymes, voir Epsilon (homonymie).
Désignations
Epsilon Aquarii (ε Aqr, ε Aquarii) dans  la Désignation de Bayer, est une étoile de la constellation du Verseau, ordinairement nommée Albali.

## Nomenclature
Albali est le nom propre de Epsilon Aquarii / ε Aqr, aujourd’hui approuvé par  l’Union astronomique internationale (UAI)12 septembre 2016. C’est l’arabe البالع al-Bāliᶜ, littéralement « Celui qui avale » car, selon un commentaire de l'érudit Ibn Qutayba (IXe s.), étant l’étoile la plus brillante du groupe εμν Aqr, elle dévorait littéralement les deux suivantes, dites البالعان al-Bulaᶜān. En fait, même si la racine √BLᶜ contient l’idée d’« avaler », cette explication de type astronomique est probablement[Interprétation personnelle ?] hors du contexte culturel. En fait la série des السعود al-Suᶜūd livre des noms liés à des divinités antiques, et il n’y a pas de raison pour qu’il en soit différemment[Interprétation personnelle ?] pour البالع al-Bulaᶜ, nom sur lequel a été formé tardivement البالع al-Bāliᶜ. Le fait que ce nom, qui figure dans le traité d'al-Qazwīnī édité par Christian Ludwig Ideler (1806) , ait été rapporté par Richard Allen (1899), a permis que le nom passe dans ses catalogues du XXesiècle comme celui de Harley Barlow Rumrill(1930), et finisse par s’imposer sous sa forme agglomérée. 

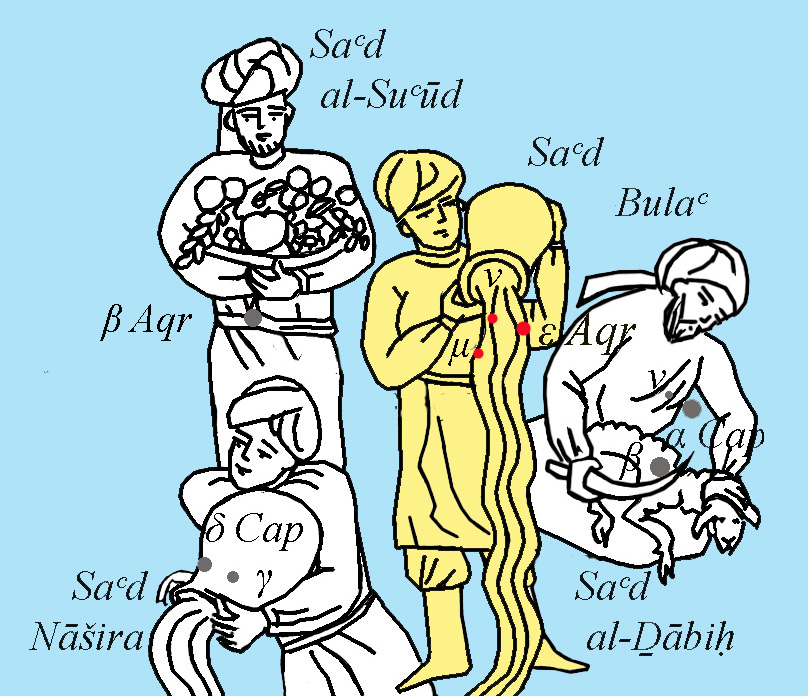
La figure de سعد بلع Saᶜd Bulaᶜ dans le ciel arabe traditionnel

Nir Saad Bula est un autre nom pour Epsilon Aquarii / ε Aqr. C’est l’arabe سعد بلع نير Nayyir Sacd Bulaᶜ, « la Brillante de la Propice de Bulac », donné par l’Égyptien Muḥammad al-Aḫsāsī al-Muwaqqit (XVIIe s.)[réf. nécessaire], les autres étoiles de ce groupe formant le couple μν Aqr, dans la transcription du nom donnée par Edward Ball Knobel . 
C’est cette transcription qui a donné le nom circulant aujourd’hui dans les catalogues de la toile[réf. nécessaire].
Epsilon Aquarii / ε Aqr est connue, dans l'astronomie chinois[réf. nécessaire]e, comme 女宿一 (la première étoile de la Femme).

## Propriétés
Albali est de type spectral A0 et possède une magnitude apparente de +3,8. Elle est à 215 années-lumière de la Terre.